# Gebrüder Bernhard

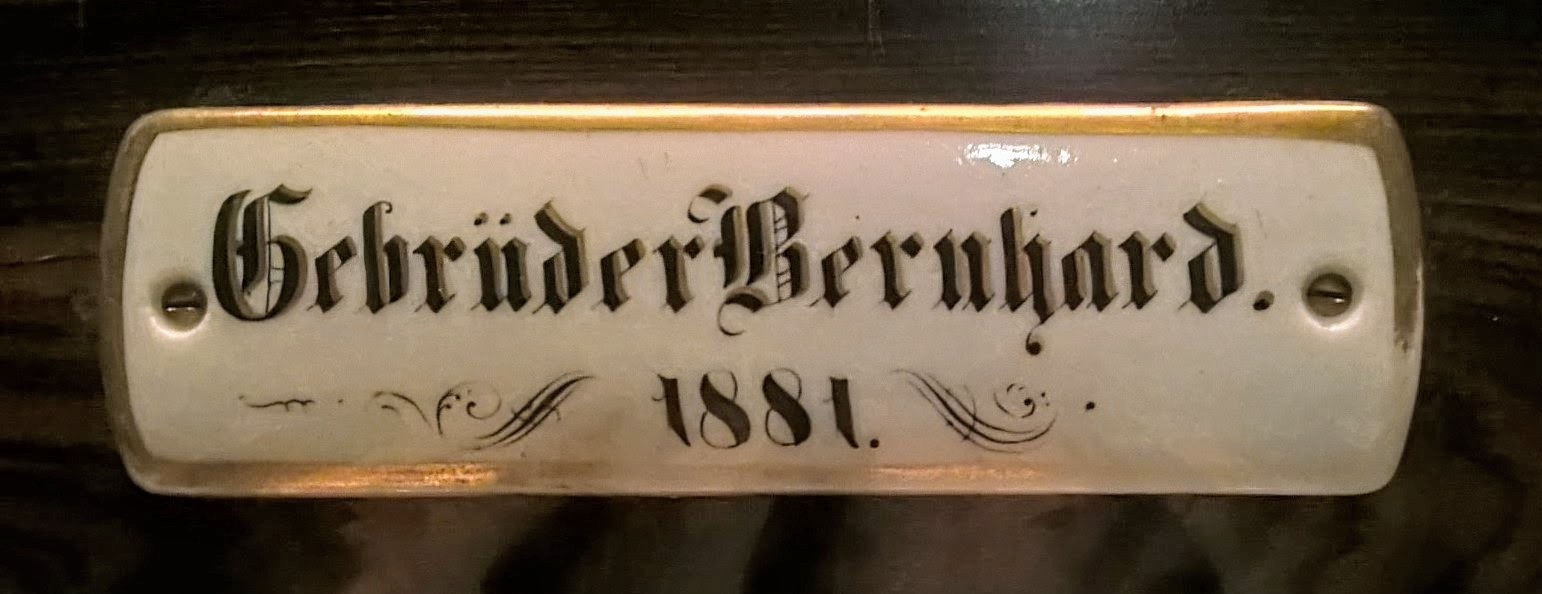
Firmenschild an der Orgel in Grüningen (1881)

Die Gebrüder Bernhard waren ein deutsches Orgelbauunternehmen mit Sitz in Gambach, das vom Ende des 19. Jahrhunderts bis zum Ersten Weltkrieg in Hessen wirkte.

## Leben
Die Brüder Karl Theodor (1850–1936) und Karl Rudolf Bernhard (1854–1909) waren Söhne des Orgelbauers Adam Karl Bernhard und Enkel von Johann Hartmann Bernhard. Schon einige Jahre vor dem Tod ihres Vaters traten sie unter dem Namen Gebrüder Bernhard auf. Nach dessen Tod führten sie das Familienunternehmen fort, auf das insgesamt über 120 Neu- oder Umbauten zurückgehen. Nach dem Ersten Weltkrieg sind keine Neubauten mehr nachgewiesen.

## Werk
Die Gebrüder Bernhard schufen romantische Orgeln in der handwerklich gediegenen Tradition ihrer Familie. Sie waren konservativ orientiert und öffneten sich erst allmählich den technischen Neuerungen im Orgelbau. Kegelladen werden erst ab 1883 eingesetzt, pneumatische Trakturen erst 1912. Vorwiegend entstanden Dorforgeln mit ein oder zwei Manualen und selten mehr als 20 Registern. 
In der Disposition überwiegen grundtönige Stimmen. Als gemischte Stimme wird gerne die Progressio harmonica eingesetzt. Selbst kleine Instrumente mit nur wenigen Registern verfügen über einen Subbass 16′ als Bassregister. Der Prospekt ist häufig im Rundbogenstil gestaltet.

## Werkliste
Kursivschreibung gibt an, dass die Orgel nicht oder nur noch das historische Gehäuse erhalten ist. In der fünften Spalte bezeichnet die römische Zahl die Anzahl der Manuale, ein großes „P“ ein selbstständiges Pedal, ein kleines „p“ ein nur angehängtes Pedal. Die arabische Zahl gibt die Anzahl der klingenden Register an. Die letzte Spalte bietet Angaben zum Erhaltungszustand oder zu Besonderheiten. Erhaltene historische Gehäuse (mit modernen Orgeln) werden durch Kursivschrift angezeigt.
| Jahr      | Ort                     | Kirche                         | Bild | Manuale | Register | Bemerkungen |
| --------- | ----------------------- | ------------------------------ | ---- | ------- | -------- | --- |
| 1876–1877 | Wölfersheim             | Evangelisch-reformierte Kirche |      | II/P    | 13       | erhalten |
| 1877      | Laubach                 | Evangelische Stadtkirche       |      | II/P    | 21       | Umdisponierung der Orgel von Johann Casper Beck und Johann Michael Wagner (1750); Register von Bernhard nicht erhalten                                            |
| 1879      | Breungeshain            | Ev. Kirche                     |      | I/P     | 7        | unverändert erhalten |
| 1880      | Hamm                    | Ev. Kirche                     |      | II/P    | 20       | 1963 umdisponiert und 1994 ersetzt |
| 1881      | Grüningen               | Evangelische Kirche            |      | I/P     | 11       | Disposition unverändert |
| 1883      | Jugenheim               | Ev. Kirche                     |      | II/P    | 18       | Umdisponierung der Orgel von Philipp Ernst Wegmann; 1991 durch Förster & Nicolaus Orgelbau auf Zustand von 1762 rekonstruiert                                     |
| 1883      | Langen                  | Ev. Stadtkirche                |      | II/P    | 28       | mechanische Kegellade; 1964 durch Neubau von Oberlinger ersetzt; Prospekt und wenige Holzregister erhalten                                                        |
| 1884      | Saasen                  | Ev. Kirche                     |      | I/P     | 6        | 1972 ersetzt |
| 1885      | Burkhards               | Ev. Kirche                     |      | I/P     | 12       | 1966 ersetzt |
| 1886      | Burkhardsfelden         | Evangelische Kirche            |      | I/P     | 7        | 1959 durch Förster & Nicolaus ein Register umgearbeitet |
| 1886      | Bleidenrod              | Ev. Kirche                     |      | I/P     | 6        | 1972/1973 ein Register ersetzt |
| 1886–1887 | Nieder-Ohmen            | Ev. Kirche                     |      | II/P    | 10       | 1973 ersetzt; Gehäuse erhalten |
| 1888–1889 | Cleeberg                | Evangelische Kirche            |      | I/P     | 8        | 1937 umdisponiert durch Orgelbauer Eppstein |
| 1890      | Dautphe                 | Martinskirche                  |      | I/P     | 11       | nach Kriegsschäden 1961 ersetzt |
| 1890      | Nieder-Hilbersheim      | Ev. Kirche                     |      | I/P     | 9        | mechanische Kegellade |
| 1890      | Appenrod                | Ev. Kirche                     |      | I/P     | 7        | erhalten |
| 1890–1891 | Hopfgarten              | Ev. Kirche                     |      | I/P     | 7        | 1971 durch Bruno Döring umdisponiert |
| 1891      | Nieder-Olm              | Evangelische Kirche            |      | I/P     | 6        | 1970/1971 nach St. Remigius Bubenheim umgesetzt; erhalten |
| 1891      | Ober-Hilbersheim        | Ev. Kirche                     |      | II/P    | 11       | pneumatische Kegellade |
| 1891      | Dietzenbach             | Christuskirche                 |      |         |          | 1941 durch Bombenangriff teils zerstört; 1948 Neubau durch Förster & Nicolaus (II/P/13) unter Verwendung des erhaltenen Prospekts und von Teilen des Pfeifenwerks |
| 1893      | Lumda (Grünberg)        | Evangelische Kirche            |      | I/P     | 6        | mit Kegelladen; erhalten |
| 1894      | Lützellinden            | Evangelische Kirche            |      | II/P    | 14       | pneumatische Traktur |
| 1894–1895 | Waldgirmes              | Ev. Kirche                     |      | I/P     | 9        | mechanische Kegellade; 2010 Restaurierung durch Günter Hardt |
| 1895      | Maulbach                | Ev. Kirche                     |      | I/P     | 8        | Kegelladen; weitgehend erhalten |
| 1896      | Lehrbach                | Ev. Kirche                     |      | I/P     | 8        | erhalten |
| 1898      | Neuweilnau              | Ev. Kirche                     |      | I/P     | 9        | 1966 Umbau durch Hardt aus Möttau |
| 1900      | Ober-Breidenbach        | Ev. Kirche                     |      | I/P     | 8        | erhalten |
| 1900–1901 | Frankenbach (Biebertal) | Evangelische Kirche            |      | I/P     | 7        | auf Orgelempore über Chorbogen, 1976 durch Gerald Woehl ersetzt                                                                                                   |
| 1902      | Unter-Seibertenrod      | Evangelische Kirche            |      | I/P     | 6        | wahrscheinlich mechanische Kegellade; weitgehend erhalten |
| 1904      | Bubenheim               | Ev. Kirche                     |      | I/P     | 8        | in einem historischen Gehäuse von Stumm (um 1770); mechanische Schleiflade                                                                                        |
| 1906      | Anspach                 | Ev. Kirche                     |      | I/P     | 9        | 1970 ersetzt |
| 1908      | Dorfweil                | Ev. Kirche                     |      | I/P     | 7        | pneumatische Traktur; erhalten |
| 1910      | Burg-Gemünden           | Ev. Kirche                     |      | II/P    | 10       | 1970 Umdisponierung durch Nicolaus & Förster |
| 1914–1915 | Romrod                  | Ev. Stadtkirche                |      | I/P     | 8        | hinter Gehäuse von Georg Henrich Wagner (1685, Zuschreibung) mit pneumatischen Kegelladen, Firmenschild von Theodor Karl Bernhard; erhalten                       |